# 万维尔圣利法尔
万维尔圣利法尔（法語：Oinville-Saint-Liphard，法語發音：[wɛ̃vil sɛ̃ lifaʁ]）是法国厄尔-卢瓦省的一个市镇，属于沙特尔区。

## 地理
万维尔圣利法尔（48°14'2"N, 1°55'1"E）面积21.77 平方千米，位于法国中央-卢瓦尔河谷大区厄尔-卢瓦省，该省份为法国北部内陆省份，北起顺时针与厄尔省、伊夫林省、埃松省、卢瓦雷省、卢瓦-谢尔省、萨尔特省和奧恩省接壤。
与万维尔圣利法尔接壤的市镇（或旧市镇、城区）包括：图里、特朗克兰维尔、布瓦索、乌塔维尔、博斯地区让维尔。

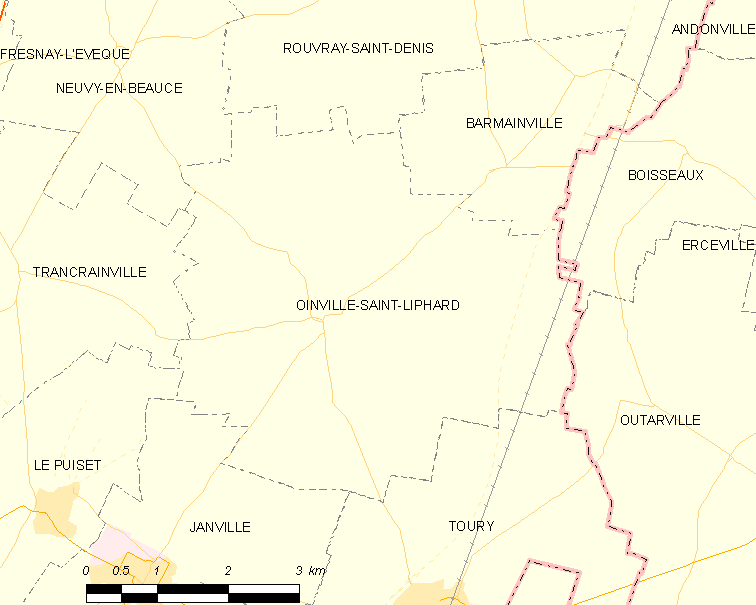
万维尔圣利法尔的OSM定位图

万维尔圣利法尔的时区为UTC+01:00、UTC+02:00（夏令时）。

## 行政
万维尔圣利法尔的邮政编码为28310，INSEE市镇编码为28284。

## 政治
万维尔圣利法尔所属的省级选区为莱维拉日沃韦安县。

## 人口

1962-2008年间万维尔圣利法尔人口变化图示

万维尔圣利法尔于2022年1月1日时的人口数量为277人。